# Gerard Zeilmaker
Gerard Zeilmaker (Haarlem, 12 november 1936 – Bloemendaal, 3 december 2002) was een Nederlands bioloog met fysiologie als specialisme. Hij wordt gezien als een van de grondleggers van ivf-behandelingen in Nederland.

## Opleiding
Zeilmaker ging na zijn middelbareschooltijd biologie studeren. Toen hij in 1959 zijn diploma haalde was hij al een jaar werkzaam op het Nederlands Kanker Instituut, hier bleef hij werkzaam tot 1969. Zijn proefschrift dat hij in 1964 verdedigde bleek later een voorbode te zijn van waar Zeilmaker bekend mee zou worden. Hij deed een experimenteel onderzoek betreffende het eerste stadium van de zwangerschap van een rat. Hij onderzocht de follikel, eicel en embryo-ontwikkeling.

## Carrière

### Begin
In 1969 vervolgde Zeilmaker zijn carrière als lector en later als hoogleraar op de afdeling Fysiologie van de Erasmus Universiteit in Rotterdam. De bioloog deed in de jaren die volgden veel onderzoek naar ivf. Al jaren voor de geboorte van de Britse Louise Brown, de eerste persoon ter wereld die door middel van ivf is geboren, probeerde Zeilmaker tevergeefs om ivf in Nederland op de agenda te krijgen van de wetenschap. Vanwege principiële bezwaren of geloofsovertuiging werd zijn verzoek om mee te werken aan zijn onderzoeken steeds afgewezen.
De jonge student gynaecologie Bert Alberda spreekt in 1976 met Gerard Zeilmaker voor zijn proefschrift. Na afloop van het gesprek vroeg Zeilmaker aan Alberda of hij wilde meewerken aan het ivf-onderzoek. Het duo ging aan de slag met het onderzoeken van eitjes van vrouwen, om te leren hoe ivf werkte en de bevruchtingsprocessen inzichtelijk krijgen. Het onderzoek was nog zeer precair en nieuw. Zeilmaker had tot die tijd namelijk alleen nog maar op muizen getest.

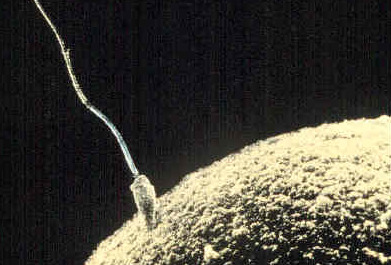
Bevruchting van eicel, zoals ook in vitro gebeurt.

### Ethische bezwaren
Omdat hun onderzoek zo gevoelig lag moest het duo erg secuur te werk gaan. De grote ethische en religieuze bezwaren waren aan de orde van de dag. Daarnaast hadden ze te maken met vele sceptici, men dacht dat dit toch tot niets zou leiden. Een aantal jaren later lukte het de heren om eicellen in het laboratorium te bevruchten, maar de bevruchte embryo's terugplaatsen bij de vrouwen mocht niet van de medisch ethische commissie. De commissie was bang dat het duo kinderen zou maken waar iets mis mee zou zijn. Daarom heeft het nog jaren geduurd voordat zij de vervolgstappen mochten zetten.
Na opnieuw veel aanvullend onderzoek was het duo er klaar voor, maar het bleef steken op de ethische commissie. In 1981 schreef Alberda een uitgebreid rapport met alle redenen waarom de ivf-baby's gezond zouden zijn. Daarnaast waren de heren inmiddels ingehaald door de ivf-innovatie over de grens, verspreid over de wereld waren inmiddels al ongeveer vijftig ivf-baby's geboren. Hierna kon de ethische commissie ivf-behandelingen niet langer afwijzen.

### Eerste ivf-behandeling
De aanvragen stroomden binnen toen bekend werd gemaakt dat de eerste ivf-behandeling gerealiseerd zou worden. Omdat de behandeling werd gezien als een experimentele behandeling was er nog geen verzekeraar die het wilde vergoeden. De eerste honderd aanmeldingen werden daarom particulier betaald.
De grootste mijlpaal in de Nederlandse ontwikkeling van ivf was de geboorte van Stefanie Li in het Dijkzigt Ziekenhuis in Rotterdam op 15 mei 1983. Het jaar daarvoor werd haar moeder Christine Li-Visser zwanger na een ivf-behandeling van Bert Alberda. Zeilmaker was in 1984 de eerste ter wereld die met succes een ingevroren embryo kon laten ontdooien en laten uitgroeien tot een gezond kind.

### Overlijden
Gerard Zeilmaker overleed op 3 december 2002 aan kanker op 66-jarige leeftijd.